# Maison, 6 rue du Rivage
La maison, 6 rue du Rivage est située à Moulins (France).

## Localisation
La maison est située sur la commune de Moulins, au 6 rue du Rivage, dans le département de l'Allier, en région Auvergne-Rhône-Alpes.

## Description
L'enseigne datée de 1588 et gravée du nom de Jehan Moran témoigne de l'industrie de la batellerie, prospère jusqu'au XIXe siècle. Cette enseigne de marinier consiste en une pierre rectangulaire, sculptée en bas-relief d'un cartouche dont les cuirs découpés ordonnent symétriquement leurs enroulements autour d'un médaillon central bombé. Ce cartouche est agrafé par un masque léonin. Il est agrafé dans le haut par une tête de femme aux cheveux relevés sous une coiffe en usage à partir du règne de François II. De part et d'autre d'une collerette lobée encadrant le menton, la queue du chaperon se relève pour passer dans une boucle circulaire percée à l'extrémité supérieure du cartouche, pour retomber de part et d'autre en banderole gravée sur la gauche du prénom Jehan, sur la droite du patronyme Moran.

## Historique
La maison est classée partiellement au titre des monuments historiques par arrêté du 5 juin 1972.

## Protection
Éléments protégés : l'ancienne enseigne de marinier située au-dessus de la porte d'entrée.

## Galerie

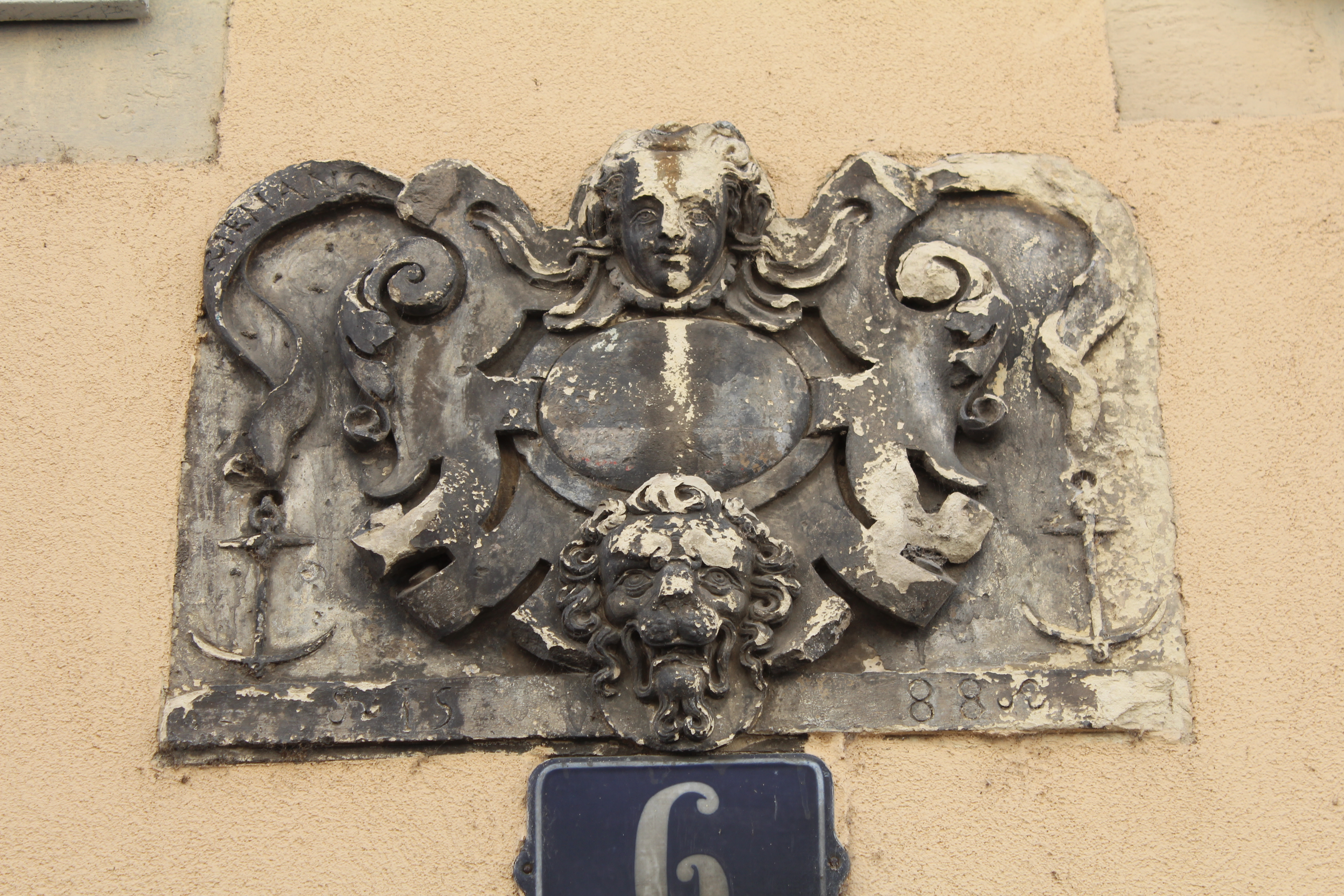
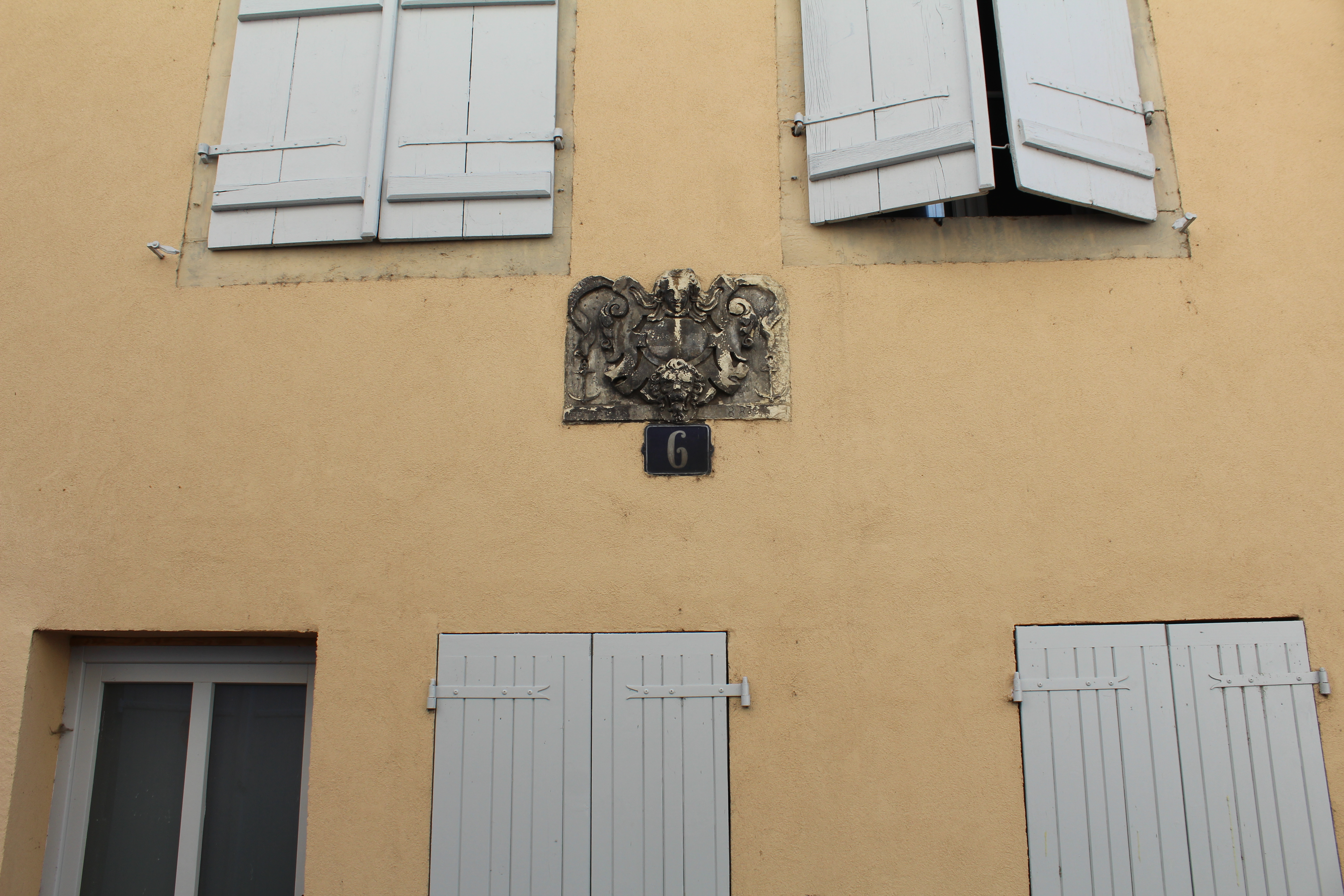
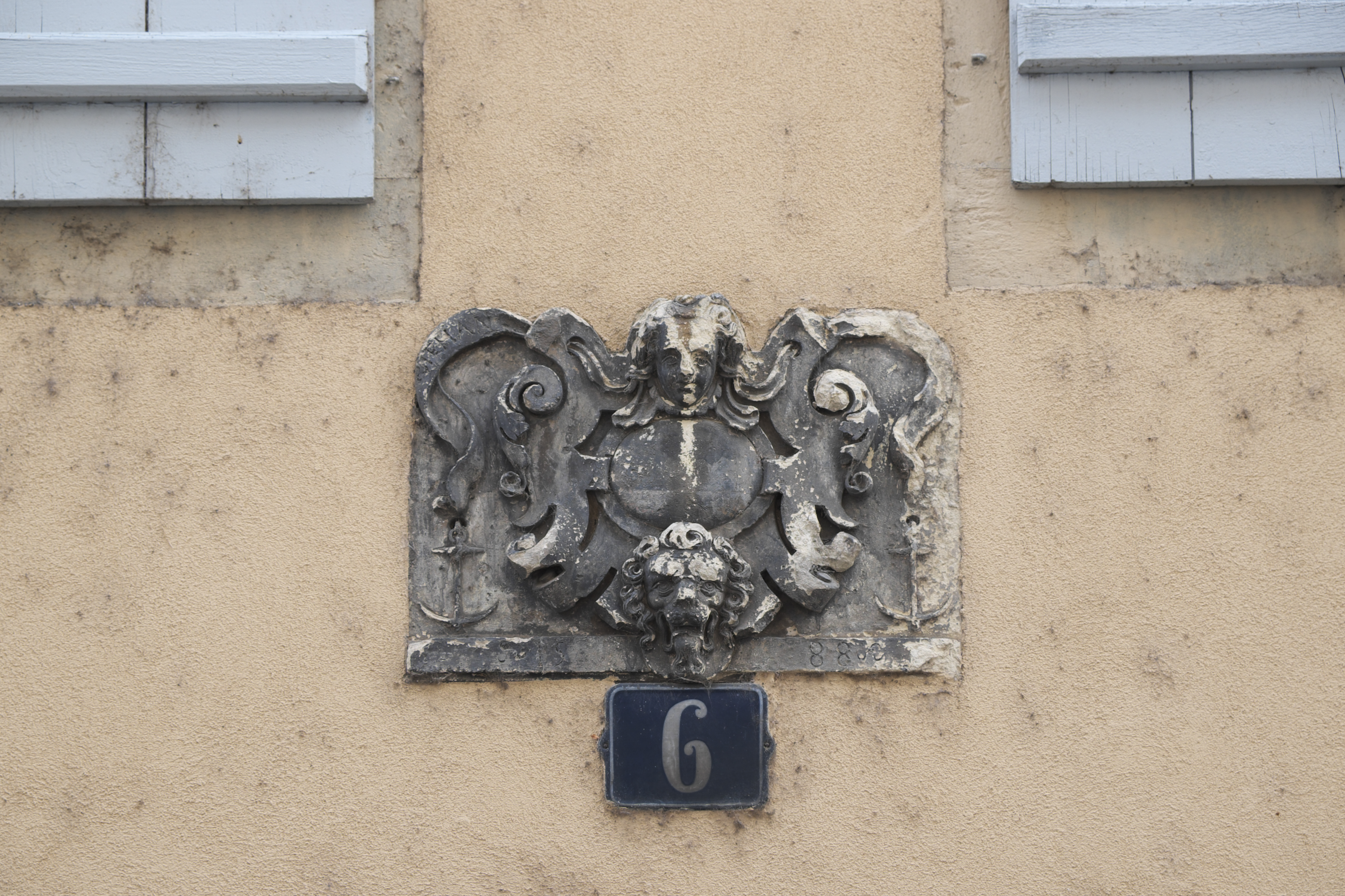